# Metaballus alatus
Metaballus alatus är en insektsart som beskrevs av Rentz, D.C.F. 1985. Metaballus alatus ingår i släktet Metaballus och familjen vårtbitare. Inga underarter finns listade i Catalogue of Life.